# کوستادینوواتس
کوستادینوواتس (به صربی: Kostadinovac) یک منطقهٔ مسکونی در صربستان است که در مروشینا واقع شده‌است.